# Disphragis sylla
Disphragis sylla is een vlinder uit de familie van de tandvlinders (Notodontidae). De wetenschappelijke naam van de soort is voor het eerst geldig gepubliceerd in 1887 door Herbert Druce.